# Голландський соус
Голландський соус (фр. sauce hollandaise) — гарячий яєчно-масляний соус. Один з основних соусів французької кухні. Він добре відомий як ключовий інгредієнт яєць Бенедикт, і його часто подають на овочах, таких як спаржа на пару.

## Історія
У 1651 році Франсуа П'єр де ла Варенн (1615—1678), у своїй кулінарній книзі «Французький кухар» призводить рецепт подібного соусу в рецепті «спаржа в ароматному соусі».
У XVII столітті голландський соус, відомий зараз, був похідним від більш ранніх форм соусу, який, імовірно, з'явився у Франції завдяки гугенотам. Можливо, це був фламандський або данський соус, загущений яйцями, який являє собою солодкий крем, з невеликою кількістю масла, яке додається для додання структурі однорідності.
Більшість істориків вважає, що голландський соус спочатку мав назву Соус Ісинь по місту в Нормандії Ісинь-сюр-Мер (Isigny-sur-Mer), відомому своїм маслом. Сьогодні Нормандія має репутацію «кремової столиці» Франції. Під час Першої світової війни виробництво вершкового масла у Франції призупинилося, і його імпортували з Голландії. Тоді назву соусу і було змінено на «голландський», як вказівку на походження одного з інгредієнтів страви, і згодом найменування соусу не змінювалося.

## Рецепт
У глибокий сотейник поміщають свіжі жовтки та невелику кількість оцту, додають вершкове масло (нарізане на шматочки). Варять при мінімальному нагріві (краще на водяній бані), постійно помішуючи лопаткою або віночком. Як тільки суміш злегка загусне, знімають з вогню. Додають сіль та лимонний сік.
Соус подається до цвітної капусти, спаржі, топінамбуру, артишоків, відвареної риби. Використовується в страві яйця Бенедикт.